# Tổng hội Y học Việt Nam
Tổng hội Y học Việt Nam là tổ chức xã hội - nghề nghiệp của những người làm việc trong các lĩnh vực liên quan đến y học tại Việt Nam .
Tổng hội có tên giao dịch tiếng Anh là Vietnam Medical Association, viết tắt là VMA .
Điều lệ hiện hành của Tổng hội được Bộ Nội vụ phê duyệt tại Quyết định Số 1472/QĐ-BNV, ngày 20 tháng 4 năm 2017 .
Văn phòng Tổng hội đặt tại số 68A phố Bà Triệu, phường Hàng Bài, quận Hoàn Kiếm, thành phố Hà Nội .

## Lịch sử
Hội Y học Việt Nam được thành lập tại Đại Hội thành lập, tổ chức ngày 3/3/1955 tại Hà Nội. Hội được Chính phủ công nhận tại Quyết định số 134 NV-QĐ ngày 15/4/1955 .

## Các tổ chức thành viên
Quyết định của Bộ Nội vụ Số 66-NV ngày 06 tháng 3 năm 1961 cho phép thành lập các hội thành viên đầu tiên .
- Hội Nhãn khoa Việt Nam
- Hội Nội khoa Việt Nam
- Hội Vệ sinh phòng dịch Việt Nam
- Hội Chống Lao Việt Nam, nay là Hội Phổi Việt Nam

Sau này các hội khác được thành lập.
- Hội Y học Dự phòng Việt Nam, với Điều lệ được Bộ Nội vụ phê duyệt tại quyết định số 437/QĐ-BNV ngày 16 tháng 4 năm 2013 [6].
- Hội Giải phẫu bệnh - Tế bào bệnh học Việt Nam, với Quyết định 116/2013/QĐ-THYH của Tổng hội Y học Việt Nam công nhận BCH Hội ngày 08/04/2017 [7].